# 鄭達 (1958年)
鄭達（1958年—），广东广播电视台节目主持人，与何浩鹏、陈扬、林颐并称为广东广播界的“四大名嘴”。

## 经历
郑达父亲为湖南人，母亲为山东人，1958年出生于广州，学医出身，曾从事医疗工作14年，并加入了广州市工人业余话剧团。因参加电台“讲古”比赛入行，1984年于广东广播电视厅工作，为著名粤语“讲古”播音员，有"古达"之称。1990年开始兼任广东电视台节目主持，主持的电视节目有《家庭百事通》、《经济你我他》、《相聚珠江》及《粤韵风华》等。曾多次荣获由电台组织专家与听众评选的“我最喜爱的节目主持人”称号。
2005年，担任广东珠江频道民生新闻节目《今日关注》第一代主播，因敢言风格深入民心。